# Lumezi (Distrikt)
Lumezi ist einer von fünfzehn Distrikten in der Provinz Ostprovinz in Sambia. Er hat eine Fläche von 9777 km² und es leben 158.970 Menschen in ihm (2022). Er wurde 2018 vom Distrikt Lundazi abgespaltet.

## Geografie
Der Distrikt befindet etwa 460 Kilometer nordöstlich von Lusaka. Er liegt im Osten auf über 1100 m und fällt nach Westen auf etwa 540 m ab. Die Westgrenze bildet der Luangwa in dessen Einzugsgebiet der gesamte Distrikt liegt. Die Ostgrenze zu Malawi entspricht der Einzugsgebietsgrenze zwischen Luangwa und Malawisee. Einen Teil der Südgrenze wird von dem Fluss Rukuzye und dessen Zustrom Chenje gebildet. Die Nordgrenzen bilden Kawondo und Lundazi. Ebenso durchfließen die Flüsse Lumimba und Lukusuzi den Distrikt. Im Distrikt liegen der Lukusuzi und der Luambe-Nationalpark, so wie das Lumimba Schutzgebiet. 
Der Distrikt grenzt im Süden an die Distrikte Chipangali und  Mambwe, im Westen an Mpika in der Provinz Muchinga, und im Norden an Chama, Chasefu sowie Lundazi im Nordosten. Im Osten grenzt er an den Kasungu Distrikt in der Central Region Malawis.